# 3. slovenská fotbalová liga 2011/2012
V soubojích 19. ročníku 3. slovenské fotbalové ligy 2011/12 se utkalo dohromady 33 týmů dvoukolovým systémem podzim - jaro.
Nováčky ve skupině západ se staly týmy FK Slovan Duslo Šaľa, FK Púchov (oba sestup ze druhé ligy) a dva vítězové regionálních soutěží – OFK Dunajská Lužná a ŠKF Sereď. Ve skupině východ se nováčky se staly čtyři vítězové regionálních soutěží – TJ ŠK Kremnička, MŠK Námestovo, FC Lokomotíva Košice a FK Bodva Moldava nad Bodvou „B“. Před sezónou byl z východní skupiny odhlášen rezervní tým Žiliny.
Vítězi jednotlivých skupin a zároveň i postupujícími se staly týmy FK Slovan Duslo Šaľa (sk. Západ) a ŠK Partizán Bardejov (sk. Východ). Mezi druhými týmy obou skupin byla sehrána baráž o postup do druhé ligy. FC ŠTK 1914 Šamorín (2. tým sk. Západ) porazil TJ Baník Ružiná (2. tým sk. Východ) poměrem 2:1. Později se ukázalo, že díky rozšíření druhé ligy postupuje také tým TJ Baník Ružiná. Do jednotlivých regionálních soutěží sestoupily mužstva - FK Púchov (tým odstoupil po ukončení podzimní části soutěže), FK Bodva Moldava nad Bodvou „B“ (rezervní mužstvo sestoupilo kvůli sestupu A-mužstva do třetí ligy), MFK Lokomotíva Zvolen a MFK Goral Stará Ľubovňa.

## Skupina Západ
Zdroj: 
| Poř. | Tým                      | Z  | V  | R | P  | VG | OG | B  |
| ---- | ------------------------ | -- | -- | - | -- | -- | -- | -- |
| 1.   | FK Slovan Duslo Šaľa     | 28 | 19 | 2 | 7  | 62 | 25 | 59 |
| 2.   | FC ŠTK 1914 Šamorín      | 28 | 15 | 7 | 6  | 48 | 21 | 52 |
| 3.   | AFC Nové Mesto nad Váhom | 28 | 15 | 6 | 7  | 45 | 36 | 51 |
| 4.   | ŠKF Sereď                | 28 | 14 | 6 | 8  | 45 | 28 | 48 |
| 5.   | FK Spartak Vráble        | 28 | 11 | 8 | 9  | 43 | 35 | 41 |
| 6.   | ŠK Slovan Bratislava „B“ | 28 | 12 | 5 | 11 | 49 | 45 | 41 |
| 7.   | FC Spartak Trnava „B“    | 28 | 12 | 3 | 13 | 60 | 55 | 39 |
| 8.   | OFK Dunajská Lužná       | 28 | 11 | 6 | 11 | 29 | 39 | 39 |
| 9.   | MFK Vrbové               | 28 | 10 | 6 | 12 | 27 | 40 | 36 |
| 10.  | FC Nitra „B“             | 28 | 9  | 7 | 12 | 39 | 43 | 34 |
| 11.  | FKM Nové Zámky           | 28 | 9  | 7 | 12 | 34 | 34 | 34 |
| 12.  | PŠC Pezinok              | 28 | 9  | 7 | 12 | 23 | 34 | 34 |
| 13.  | OTJ Moravany nad Váhom   | 28 | 8  | 6 | 14 | 32 | 52 | 30 |
| 14.  | FK Slovan Nemšová        | 28 | 7  | 8 | 13 | 38 | 52 | 29 |
| 15.  | MFK Topvar Topoľčany     | 28 | 4  | 6 | 18 | 29 | 63 | 18 |
| 16.  | FK Púchov                | 0  | 0  | 0 | 0  | 0  | 0  | 0  |

Poznámky:
- Z = Odehrané zápasy; V = Vítězství; R = Remízy; P = Prohry; VG = Vstřelené góly; OG = Obdržené góly; B = Body

|  | postup do 2. ligy 2012/13             |
|  | baráž o postup do 2. ligy             |
|  | po sezóně odstoupení ze soutěže       |
|  | odhlášení ze soutěže v průběhu sezóny |

## Skupina Východ
Zdroj: 
| Poř. | Tým                             | Z  | V  | R  | P  | VG | OG  | B  |
| ---- | ------------------------------- | -- | -- | -- | -- | -- | --- | -- |
| 1.   | ŠK Partizán Bardejov            | 32 | 22 | 7  | 3  | 60 | 27  | 73 |
| 2.   | TJ Baník Ružiná                 | 32 | 21 | 5  | 6  | 87 | 34  | 68 |
| 3.   | FC Lokomotíva Košice            | 32 | 21 | 5  | 6  | 70 | 23  | 68 |
| 4.   | 1. FC Tatran Prešov „B“         | 32 | 15 | 8  | 9  | 60 | 43  | 53 |
| 5.   | TJ Sokol Dolná Ždaňa            | 32 | 16 | 4  | 12 | 50 | 40  | 52 |
| 6.   | FK Spišská Nová Ves             | 32 | 13 | 10 | 9  | 47 | 33  | 49 |
| 7.   | FK Dukla Banská Bystrica „B“    | 32 | 14 | 7  | 11 | 57 | 42  | 49 |
| 8.   | MFK Vranov nad Topľou           | 32 | 14 | 5  | 13 | 42 | 47  | 47 |
| 9.   | FK Poprad                       | 32 | 11 | 11 | 10 | 41 | 35  | 44 |
| 10.  | ŠK Odeva Lipany                 | 32 | 13 | 4  | 15 | 52 | 49  | 43 |
| 11.  | MFK Košice „B“                  | 32 | 12 | 6  | 14 | 53 | 55  | 42 |
| 12.  | FK Bodva Moldava nad Bodvou „B“ | 32 | 13 | 1  | 18 | 46 | 65  | 40 |
| 13.  | MŠK Námestovo                   | 32 | 11 | 5  | 16 | 35 | 51  | 38 |
| 14.  | TJ ŠK Kremnička                 | 32 | 11 | 3  | 18 | 41 | 52  | 36 |
| 15.  | FK Slavoj Trebišov              | 32 | 11 | 1  | 20 | 41 | 61  | 34 |
| 16.  | MFK Lokomotíva Zvolen           | 32 | 8  | 8  | 16 | 36 | 60  | 32 |
| 17.  | MFK Goral Stará Ľubovňa         | 32 | 0  | 2  | 30 | 12 | 113 | 2  |

Poznámky:
- Z = Odehrané zápasy; V = Vítězství; R = Remízy; P = Prohry; VG = Vstřelené góly; OG = Obdržené góly; B = Body

|  | postup do 2. ligy 2012/13         |
|  | baráž o postup do 2. ligy         |
|  | po sezóně sloučení do FK Pohronie |
|  | sestup do regionálních soutěží    |

## Baráž o 2. ligu
| 26. června 2012 18:00    |        |                 |                                                                    |
| FC ŠTK 1914 Šamorín      | 2 : 1  | TJ Baník Ružiná | Štadión FC ViOn, Zlaté Moravce diváci: 650 rozhodčí: Ivan Kružliak |
| Ležaić 22' Pelegríni 72' | Zpráva | Boháčik 67'     | Štadión FC ViOn, Zlaté Moravce diváci: 650 rozhodčí: Ivan Kružliak |